# Деген (фильм)
«Деген» — фильм 2014 года, документальный фильм режиссёров-документалистов Михаила Дегтяря и Юлии Меламед, повествующий о судьбе русского еврея, героя ВОВ, выдающегося солдата и прекрасного поэта Иона Дегена. Фильм награждён различными призами, в том числе выдвинут как номинант российской национальной премии в области неигрового кино и телевидения Лавровая ветвь. Премьера прошла в Еврейском музее и центре толерантности.